# Riedelia capillidens
Riedelia capillidens là một loài thực vật có hoa trong họ Gừng. Loài này được Alexander Gilli miêu tả khoa học đầu tiên năm 1980 (in năm 1983).

## Phân bố
Loài này được tìm thấy trong tỉnh Western Highlands, Papua New Guinea. Mẫu vật điển hình:  A. Gilli 494, do Alexander Gilli thu thập tại Kasap, Western Highlands.